# Divertimenti voor zes blazers (Mozart)
De divertimenti in F groot (K 213), Bes groot (K 240), Es groot (K 252/240a), F groot (K 253) en Bes groot (K 270) vormen een set van vijf composities voor paren hobo's, hoorns en fagotten van Wolfgang Amadeus Mozart .

## Achtergrond
De vijf blazerssextetten K 213, 240, 252/240a, 253 en 270 worden van oudsher beschouwd als een reeks van vijf Tafelmusik-werken voor het hof in Salzburg. Hierbij valt de periodiciteit op in de data (januari en juli/augustus van de jaren 1775 tot 1777) aanwezig op de manuscripten van vier van hen. Als het inderdaad zo is dat de stukken zijn geschreven als Tafelmusik voor de aartsbisschop van Salzburg, dan moeten er elke winter en zomer specifieke en regelmatig terugkerende evenementen zijn geweest die dit patroon verklaren; tot nu toe zijn er echter geen gevonden. Ook al staat er in het Anstellungsdekret für Joseph Fiala [het aanstellingsbesluit voor Joseph Fiala, te vinden in het Landesarchiv Salzburg], uitgevaardigd door de aartsbisschop op 1 november 1778,
"Hierbij ontvangen we de sollicitant met respect en heten hem welkom in onze dienst, onder voorbehoud van zijn goed gedrag, als eerste hoboïst, zodat hij, zowel in de kathedraal als aan het hof of elders, wanneer we hem nodig hebben, met de gepaste ijver deelneemt aan de muzikale activiteiten en de blaasinstrumenten weer in hun originele staat brengt, zodat er op onze vraag muziek met blaasinstrumenten aan tafel kan gespeeld worden [... ]"
zijn er geen documenten gevonden met bij naam genoemde musici of concrete opdrachten voor muziek. De juli- en augustus-dateringen zouden misschien gekoppeld kunnen worden aan de semestervakanties op de universiteit, momenten waarop de studenten verantwoordelijk waren voor de Finalmusik die onder meer in de zomerresidentie van de prins-aartsbisschop werd gespeeld. Voor de twee januari-dateringen zijn zulke mogelijke gelegenheden echter niet geïdentificeerd.
De volgorde van toonsoorten binnen de groep van vijf divertimenti is eveneens opvallend: F groot/Bes groot/Es groot voor K 213, 240 en 252/240a, en F groot/Bes groot voor K 253 en 270. Dit tweemaal voorkomen van naburige toonaarden in de kwintencirkel die geschikt zijn voor blaasinstrumenten, is mogelijk vanuit een pedagogisch standpunt bedacht, hoogstwaarschijnlijk door Leopold Mozart. De schijnbare afwezigheid van een extra divertimento in Es groot om zo een set van zes werken te bekomen (het gebruikelijke aantal dat nodig was voor publicatie) leidde ertoe dat vroege musicologen, waaronder Alfred Einstein, geloofden dat het Divertimento in Es groot K 289/271g ook deel uitmaakte van de set, maar de authenticiteit van dat laatste wordt nu sterk betwijfeld (zie hieronder). De opeenvolging van toonaarden binnen elk van de vijf divertimenti is vrij regelmatig. De langzame delen (in K 252/240a is dit de Polonaise) staan in de dominant of subdominant, terwijl alle andere in de hoofdtoonaard staan. De trio's van de menuetten staan in de subdominant, behalve dat van K 240 dat in de verwante mineur-toonaard staat.
De aanduiding divertimento op elk van de manuscripten is afkomstig van Leopold Mozart. Dit en het feit dat hij de stukken nummerde van I tot V, is een sterke aanwijzing dat hij de stukken wilde drukken. De vijf divertimenti werden echter tijdens het leven van beide Mozarts nooit gepubliceerd, misschien vanwege het ontbrekende zesde stuk. Na de dood van Mozart veranderde Nissen de door Leopold vastgestelde nummering en plaatste een van de divertimenti voor tien blazers, K 166/159d, voor de sextetten. Blijkbaar liet Johann Anton André zich hierdoor niet misleiden en publiceerde hij in 1801 een zeer verzorgde set partijen in de oorspronkelijke volgorde.
De Neue Mozart Ausgabe (NMA) stelt terecht dat de vijf sextetten onderschat zijn zowel in de relevante literatuur als in de praktijk: ze zijn zelden te vinden op concertprogramma's en de musicologische literatuur vermeldt ze meestal maar kort, zonder gedetailleerde bespreking. Dit is hoogstwaarschijnlijk vooral te wijten aan het idee dat de divertimenti, als louter "tafelmuziek", muzikaal te oppervlakkig zijn om dezelfde aandacht te verdienen als de rest van Mozarts oeuvre. Rekening houdend met de beperkte technische mogelijkheden van de gebruikte blaasinstrumenten, kunnen deze divertimenti de vergelijking met de Italiaanse strijkkwartetten doorstaan, zowel qua compositietechniek als qua vindingrijkheid. Het rijke palet van klankkleuren geassocieerd met hobo's, hoorns en fagotten geeft deze werken zelfs een bepaalde sound die niet gevonden wordt in de vermelde werken voor strijkers.
De vijf divertimenti vormen duidelijk de tweede fase in Mozarts ontwikkeling als componist van blaasmuziek: de eerste bestaat uit de twee divertimenti voor tien blazers (K 186/159b en 166/159d) en de derde uit de grootschalige serenades, K 361/370a, 375 en 388/384a, geschreven in Wenen. De wat eenvoudig aandoende muziek in K 186/159b en 166/159d, waarin stemmen dikwijls in parallelle tertsen of sexten bewegen, is in deze vijf sextetten door het beter beheersen van het materiaal geëvolueerd tot een aanzienlijk meer ontwikkelde zelfstandigheid van de zes stemmen. De eerste fagot is inderdaad verlost van zijn rol als bijkomend basinstrument en omgevormd tot een tweede solostem.

## Divertimento in F groot, KV 213
Het manuscript wordt bewaard in de Biblioteka Jagiellońska in Kraków en is gedateerd juli 1775. Het werk bestaat uit de volgende vier delen:
- Allegro spiritoso
- Andante
- Menuetto met Trio
- Contredanse en Rondeau (Molto allegro)

Dit eerste sextet is het minst geavanceerde van de set. Het Allegro spiritoso is in sonatevorm, maar de doorwerking is vrij summier. Het daaropvolgende Andante heeft een ternaire structuur en daarin wordt de eerste hobo gecombineerd met de eerste fagot, en de tweede hobo kort met de tweede fagot. Het Trio is een Ländler. Het belangrijkste kenmerk van de afsluitende Contredanse en Rondeau zijn de hoorns die meermaals de kans krijgen om als solisten te schitteren.

## Divertimento in Bes groot, KV 240
Het manuscript wordt bewaard in de Biblioteka Jagiellońska in Kraków en is gedateerd januari 1776. Het werk bestaat uit de volgende vier delen:
- Allegro
- Andante grazioso
- Menuetto met Trio
- Allegro

Het openings-Allegro is uitgebreider dan het overeenkomstige deel in K 213, met een rijker tweede thema en een recapitulatie die in het midden van het eerste thema begint; de herhaling van de openingsmaten valt pas op het einde van het deel. Het Menuetto valt op door de dreunende tweede hobo tijdens het openingsthema en de gepunte ritmes waarmee de verschillende stemmen elkaar lijken te plagen tijdens de herhaling van dit thema. De Allegro -finale is in sonatevorm en meer ritmisch dan melodisch, afgezien van het lyrische tweede thema in C klein dat eerst wordt voorgesteld door de eerste hobo en vervolgens wordt herhaald, een octaaf lager, door de eerste fagot. Volgens de expliciete aanduiding in het manuscript zijn de hoorns in K 240 corni alti in B [hoge hoorns in Bes].

## Divertimento in Es groot, KV 252/240a
Het manuscript wordt bewaard in de Biblioteka Jagiellońska in Kraków en is ongedateerd; Wolfgang Plath dateerde het werk "waarschijnlijk tussen januari en augustus 1776" en plaatste het ergens tussen K 240 en 253, maar de compositiedatum kan niet nauwkeuriger worden vastgesteld, zelfs niet met behulp van kalligrafisch onderzoek. Het werk bestaat uit de volgende vier delen:
- Andante
- Menuetto met Trio
- Polonaise (Andante)
- Presto assai

De derde divertimento in de reeks onderscheidt zich van de andere vier door te openen met een lui Andante in 6/8 maat met een ongewoon aantal dynamische markeringen. In het Menuetto komt de eerste hoorn prominent op de voorgrond; het daaropvolgende Trio is in de plechtige toonsoort As groot. Polonaises komen zelden voor in de muziek van Mozart (een uitzondering is een deel in het vijfde divertimento van K 439b, voor drie bassethoorns); in K 252/240a heeft de dans een ongebruikelijke schwung en een heel korte coda. Het briljante Presto assai is gebaseerd op het Oostenrijkse deuntje Die Katze lasst das Mausen nicht.

## Divertimento in F groot, KV 253
Het manuscript wordt bewaard in de Biblioteka Jagiellońska in Kraków en is gedateerd augustus 1776. Het werk bestaat uit de volgende drie bewegingen:
- Thema met 6 variaties (Andante-Adagio-Allegretto)
- Menuetto met Trio
- Allegro assai

Het gesyncopeerde Andante-thema van het eerste deel zou een creatie van Mozart zelf kunnen zijn en in de daaropvolgende variaties vertrouwt de componist solotaken toe aan alle drie de instrumentenparen, inclusief de hoorns. In de eerste variatie presenteert de eerste hobo een uiteengerafelde versie van het thema met beperkte bijdragen van tweede hobo en eerste fagot. In de tweede variatie zit het thema bij de eerste hobo die daarbij ondersteund wordt door een dialoog tussen tweede hobo en tweede fagot in triolen. In de derde variatie stellen de eerste hobo en de eerste fagot de melodie in octaven voor, terwijl de vierde variatie het paar hobo's en beide hoorns combineert in het herwerkte thema met beide fagotten in hectische 32e-nootfiguraties eronder. De vijfde variatie is het gebruikelijke Adagio, legato gespeeld. De zesde variatie is een herhaling van het Andante-thema maar Allegretto gespeeld: aan het einde van de vijfde variatie vermeldt het manuscript variatio 6:ta il thema ma allegretto. Het kalme Trio contrasteert het nobele en expressieve Menuetto. Het ternaire Allegro assai opent met een gedurfd unisono en sluit af met een coda.

## Divertimento in Bes groot, KV 270
Het manuscript wordt bewaard in de Biblioteka Jagiellońska in Kraków en is gedateerd januari 1777. Het werk bestaat uit de volgende vier delen:
- Allegro molto
- Andantino
- Menuetto (Moderato) met Trio
- Vooruit

Het vijfde en laatste divertimento is het meest geavanceerde van de reeks. Het Allegro molto is in sonatevorm met een doorwerking en een gevarieerde recapitulatie. Het Andantino is een gavotte met aan het begin een mini-canon van drie tellen tussen de eerste hobo en de tweede fagot; de coda bevat vier maten Alberti-basbegeleiding voor de eerste hoorn, waardoor die op de voorgrond treedt. Het Menuetto draagt de specifieke indicatie moderato en heeft een merkwaardige hapering in de tweede maat; het Trio is een Ländler. Het Presto is een compromisloze 3/8 gigue met een kort moment van glorie voor de eerste fagot in de coda. Hoewel de expliciete aanduiding in het manuscript ontbreekt, zijn de hoorns in K 270 corni alti in B [hoge hoorns in Bes].

## Divertimento in Es groot, KV 289/271g
Van K 289/271g zijn enkel de stemmen en kopieën van de partituur ter beschikking en alle dateren uit de tweede helft van de 19e eeuw; het wordt toegeschreven aan Mozart, maar een manuscript is niet bekend. Op basis van de structuur is het echter hoogst onwaarschijnlijk dat het werkelijk door Mozart is gecomponeerd: de amateuristische stemvoering, te zien in de vele opeenvolgende kwinten en octaven, soms zelfs in de buitenste stemmen, de continue beweging in parallelle tertsen en het relatieve gebrek aan fantasie wat de hoorns betreft, spreekt tegen de authenticiteit van het stuk. De NMA presenteert het als een werk van twijfelachtige authenticiteit, en hoogstwaarschijnlijk om deze reden wordt het over het algemeen niet opgenomen in uitvoeringen of opnames van de set van vijf.

## Toonaangevende opnames
- Ensemble Zefiro: Alfredo Bernardini en Paolo Grazzi op hobo's met 2 sleutels van Bernardini & Ceccolini (1994) naar Grundmann & Floth (Dresden, ca. 1790), Raul Diaz en Dileno Baldin op natuurhoorns van Paxman (1985) naar Raoux (Parijs, ca. 1800) en door A. Jungwirth (1991) naar Courtois (Parijs, ca. 1820), en Alberto Grazzi en Josep Borras op historische fagotten van Prudent Thierrot (Parijs, ca. 1770) en Rust (Lyon, ca. 1790); Auvidis Astree E 8529 (1995).